# مازراتی ایندی
مازراتی ایندی (Maserati Indy) خودرویی است که در سال‌های ۱۹۶۹ تا ۱۹۷۴تولید شده‌است.
این خودرو در کلاس خودرو اسپورت قرار گرفته و طراحی آن خودروهای موتور جلو-محور عقب بوده است. سیستم جعبه‌دندهٔ آن ۳ دنده به دو صورت خودکار و دستی است.